# Leptogaster subtilis
Leptogaster subtilis är en tvåvingeart som beskrevs av Friedrich Hermann Loew 1847. Leptogaster subtilis ingår i släktet Leptogaster och familjen rovflugor. Inga underarter finns listade i Catalogue of Life.